# Їх соціальний сплеск
Їх соціальний сплеск (англ. Their Social Splash) — американська кінокомедія режисера Арвіда Е. Джиллстрома 1915 року.

## У ролях
- Слім Саммервілл — Гарольд — наречений
- Діксі Чен — Гледіс — наречена
- Чарльз Мюррей — Гоган — невгамовний гість
- Поллі Моран — Поллі — невгамовний гість
- Френк Гейз — батько нареченої
- Гарольд Ллойд — міністр
- Біллі Беннетт — весільний гість
- Оллі Карлайл — весільний гість
- Біллі Волш — весільний гість